# Erik Granqvist

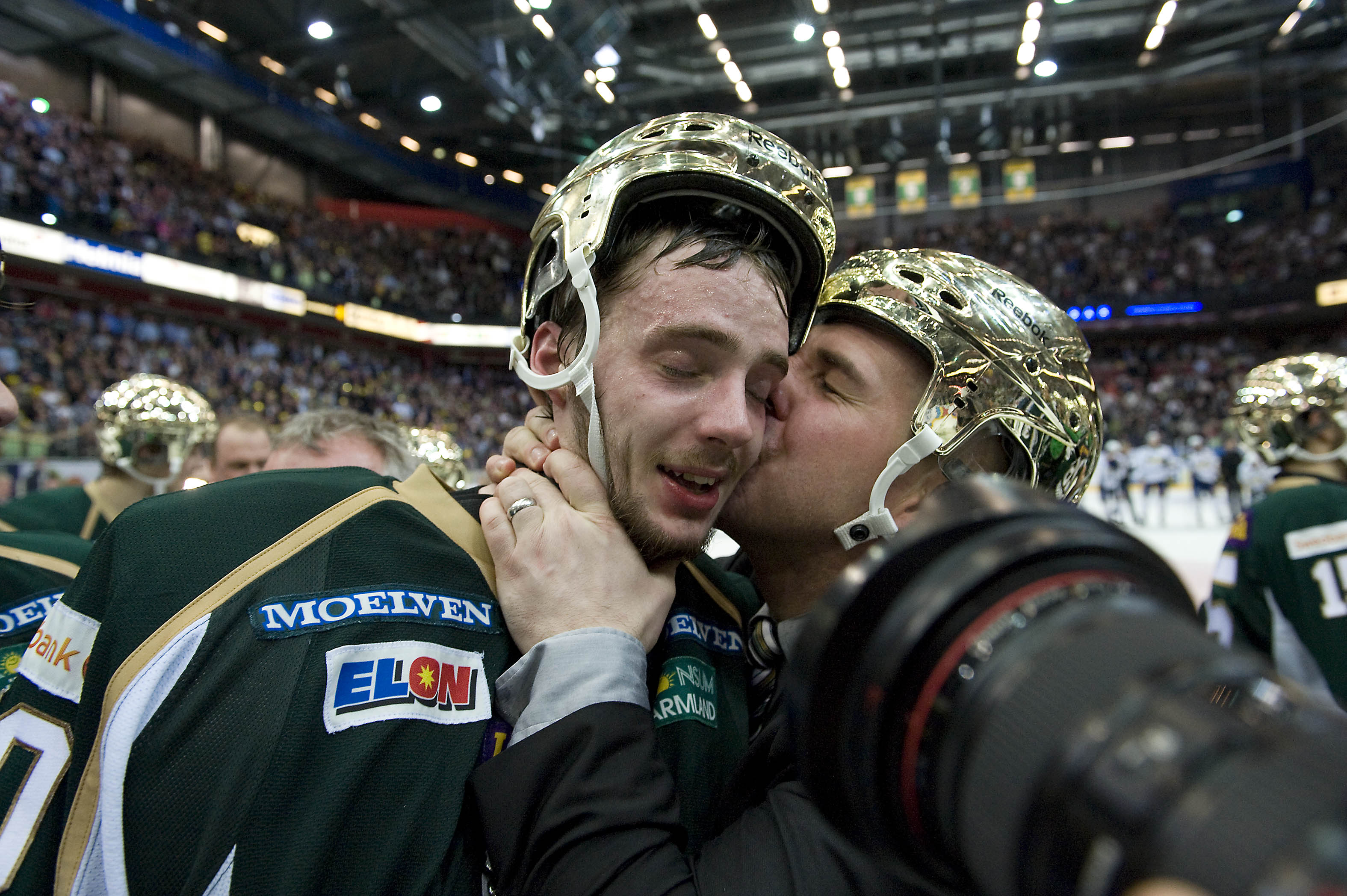
Guldjubel - SM-guldet 2009

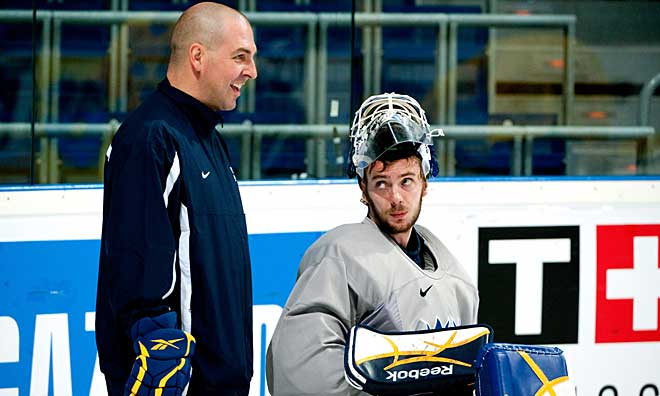
Erik och Jonas i Tre Kronor

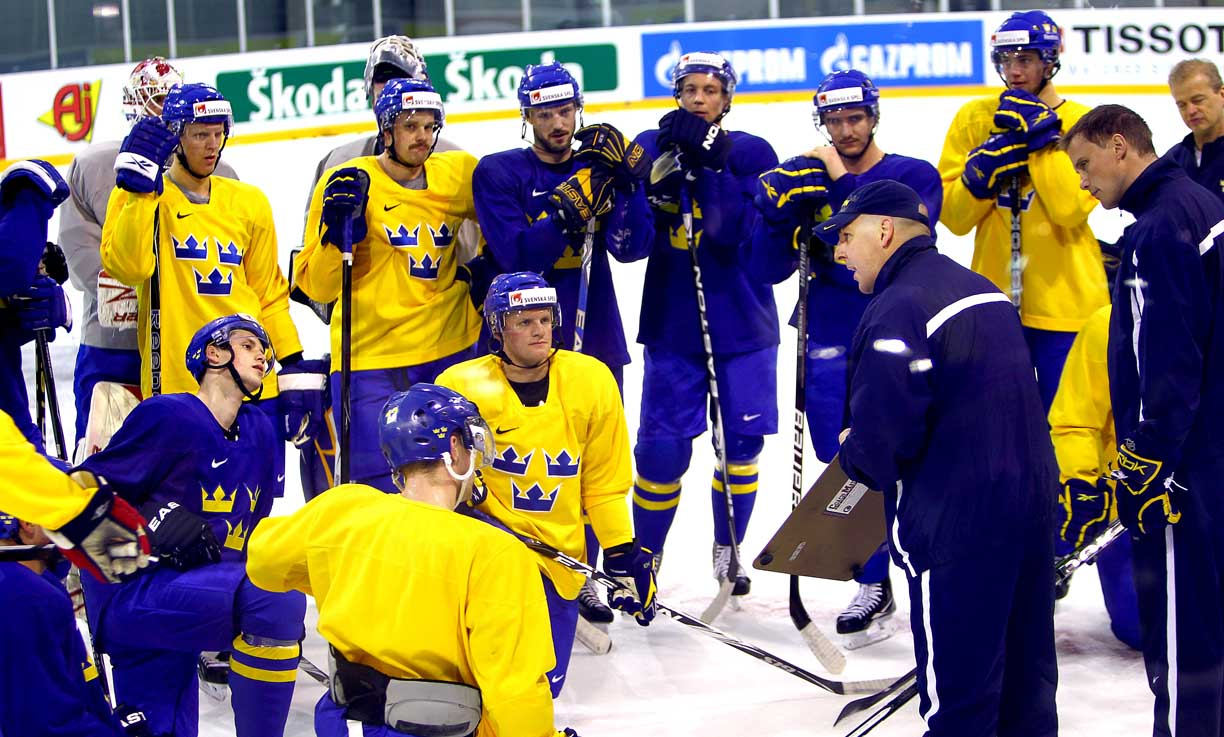
Instruerar i Tre Kronor

Erik Granqvist, född 3 februari 1972 i Boden, är en tidigare ishockeymålvakt, nu egen företagare och verksam som hockeyexpert i tv på Viasat och målvaktscoach. Han är bror till psykologiprofessorn Pehr Granqvist. 

## Tränarkarriär
Erik Granqvist arbetade som målvaktstränare och videocoach i ishockey i Färjestad BK från 2006-2014. Han inledde sin karriär som tränare i Rögle BK i början av 2000-talet och värvades sedan till Färjestad av Håkan Loob 2006. Det har blivit flera SM-guld, seriesegrar och Nordic Trophy vinst på meritlistan, men störst uppmärksamhet fick han för sin coachning tillsammans med målvakten Jonas Gustavsson, som till slut blev "Monstret" med hela hockeyvärlden efter en fantastisk utveckling som kröntes med SM-guld och vinnare av Guldpucken 2009. 2009-2010 fortsatte han utveckla målvakten Henrik Karlsson som sedan skrev envägskontrakt med Calgary Flames i National Hockey League. Under VM 2010 var Granqvist målvaktstränare och videocoach för Sveriges herrlandslag i ishockey som tog brons. Året därpå coachade Granqvist fram Christopher Nihlstorp och Alexander Salák till ytterligare ett SM-guld tillsammans med Färjestad 2011. Granqvist har även coachat den Winnipeg-draftade Eric Comrie och många fler unga målvakter.

## Spelarkarriär
Granqvists aktiva karriär som målvakt började i Boden. 1987 fick han pris som TV-puckens bäste målvakt och spelade flera juniorlandskamper. Han värvades till Luleå Hockey av Lars Bergström 1988. Efter hockeygymnasiet i Sunderbyn utanför Luleå läste Granqvist 80 poäng ekonomi och marknadsföring på Luleå tekniska universitet. 1996 vann Luleå HF sitt första SM-guld med Jarmo Myllys i kassen och Granqvist som backup. Kuriosa är att Erik Granqvist (trummor) detta år bildade ett rockband, Ebba Blitz, tillsammans med forwarden Robert Nordberg (gitarr) och backen Petter Nilsson (sång och bas). De gav sig ut på en sommarturné 1996 som kallades "The golden tour" och skrev också en bok med titeln Den inre matchen. 1998 spelade han sin sista säsong i VEU Feldkirch, Österrike.

## Målvaktsverkstan
Granqvist har varje sommar tillsammans med några andra målvaktstränare en utvecklingscamp för ishockeymålvakter, kallad Målvaktsverkstan.